# Cummington
Cummington är en kommun (town) i Hampshire County i Massachusetts. Orten har fått sitt namn efter markägaren John Cummings. Vid 2010 års folkräkning hade Cummington 872 invånare.